# Miconia francavillana
Miconia francavillana är en tvåhjärtbladig växtart som beskrevs av Célestin Alfred Cogniaux. Miconia francavillana ingår i släktet Miconia och familjen Melastomataceae. Inga underarter finns listade i Catalogue of Life.